# Sharif Atkins
Sharif Atkins (Pittsburgh, 29 januari 1975) is een Amerikaanse acteur. Hij is vooral bekend door zijn rol als dokter Michael Gallant in de ziekenhuisserie ER en als Clinton Jones in de tv-serie White Collar.

## Filmografie
- Library of Congress Control Number: no2009071423
- Virtual International Authority File: 88488626
- WorldCat: E39PBJgRVBJkmHMt9FHtM4Y773